# Sincronicidade
Sincronicidade é um conceito desenvolvido por Carl Gustav Jung para definir acontecimentos que se relacionam não por relação causal e sim por relação de significado. Desta forma, é necessário que consideremos os eventos sincronísticos não  relacionados com o princípio da causalidade, mas por terem um significado igual ou semelhante. A sincronicidade é também referida por Jung de "coincidência significativa".
O termo foi utilizado pela primeira vez em publicações científicas em 1929, porém Jung demorou mais 21 anos para concluir a obra "Sincronicidade: um princípio de conexões acausais", onde o expõe e propõe o início da discussão sobre o assunto. Uma de suas últimas obras foi, segundo o próprio, a de elaboração mais demorada devido à complexidade do tema e da impossibilidade de reprodução dos eventos em ambiente controlado.
Em termos simples, sincronicidade é a experiência de ocorrerem dois (ou mais) eventos que coincidem de uma maneira que seja significativa para a(s) pessoa(s) que vivenciaram essa "coincidência significativa", onde esse significado sugere um padrão subjacente, uma sincronia.
A sincronicidade difere da coincidência, pois não implica somente aleatoriedade das circunstâncias, mas sim um padrão subjacente ou dinâmico que é expresso através de eventos ou relações significativos. Foi este princípio, que Jung sentiu abrangido por seus conceitos de Arquétipo e Inconsciente coletivo, justamente o que uniu o médico psiquiatra Jung ao físico Wolfgang Pauli, dando início às pesquisas interdisciplinares em Física e Psicologia. Ocorre que a sincronicidade se manifesta às vezes atemporalmente e/ou em eventos energéticos acausais, e em ambos os casos são violados princípios associados ao paradigma científico vigente. Segundo Rocha Filho (2007), inclusive o insight pode ser um fenômeno sincronístico, assim como muitas descobertas científicas que, de acordo com dados históricos, ocorreram quase simultaneamente em diferentes lugares do mundo, sem que os cientistas tivessem qualquer contato. Acredita-se que a sincronicidade é reveladora e necessita de uma compreensão, e essa compreensão poderia surgir espontaneamente, sem nenhum raciocínio lógico. A esse tipo de compreensão instantânea Jung dava o nome de "insight".[carece de fontes?]

## Fundamentação
As leis naturais são verdades estatísticas, absolutamente válidas ante magnitudes macrofísicas, mas não microfísicas. Isto implica um princípio de explicação diferente do causal. Cabe a indagação se em termos muito gerais existem não somente uma possibilidade senão uma realidade de acontecimentos acausais. Para isto, há de se confrontar com o consolidado pensamento de causalidade circundando tudo, e tratar de separar a causalidade da acausalidade.
Causalidade → Casualidade ← Acausalidade
A acausalidade é esperável quando parece impensável a causalidade. Ante a casualidade, só resulta viável a avaliação numérica ou o método estatístico. As agrupações ou séries de casualidades hão de ser consideradas casuais enquanto não se ultrapasse os limites da probabilidade. Pois, caso seja ultrapassado, implica-se um princípio acausal ou "conexão transversal de sentido".

### Experimentos científicos de Rhine
A prova decisiva para a existência de vinculações acausais reside nos experimentos científicos de Joseph Banks Rhine efectuados a partir de adivinhação em cartas de zener, ainda que também tenham sido experimentados dados.

Cartas de Zener.

Sendo a média estatística de prováveis 5 acertos sobre 25 cartas, se chegaria a três conclusões seguintes:
1. Superação da probabilidade estatística.
2. A distância não afeta os resultados: não se pode tratar de um fenômeno de força ou energia.
3. O tempo tampouco altera os resultados do experimento.

Faz-se necessário ressaltar que o envolvimento do sujeito experimentador influencia diretamente nos resultados da experiência, e, consequentemente, na ocorrência de eventos sincronísticos. Carl Jung, em sua obra "Sincronicidade, um princípio de conexões acausais", aduz que o "ceticismo e a resistência produzem o contrário, isto é, criam disposições desfavoráveis no sujeito".

## Exemplos
Abaixo seguem dois exemplos citados pelo próprio Jung.
"Uma jovem paciente sonhou, em um momento decisivo de seu tratamento, que lhe presenteavam com um escaravelho de ouro. Enquanto ela me contava o sonho, eu estava sentado de costas à janela fechada. De repente, ouvi de trás de mim um ruído como se algo golpeasse suavemente a janela. Dei meia volta e vi que foi um inseto voador que chocava contra ela. Abri-a e o apanhei. Era a analogía mais próxima a um escaravelho de ouro que se pode encontrar em nossas latitudes, a saber, um escarabeido (crisomélido), a Cetonia aurata, que, ao que parece, ao contrário de costumes habituais, se via na necessidade de entrar em uma sala escura precisamente naquele momento. Tenho que dizer que não me havia ocorrido algo semelhante nem antes nem depois disso, e que o sonho daquela paciente segue sendo um caso único em minha experiência."
"Na manhã do dia 1º de abril de 1949 eu transcrevera uma inscrição referente a uma figura que era metade homem, metade peixe. Ao almoço houve peixe. Alguém nos lembrou o costume do "Peixe em Abril" (primeiro de abril). De tarde, uma antiga paciente minha, que eu já não via por vários meses, me mostrou algumas figuras impressionantes de peixe. De noite, alguém me mostrou uma peça de bordado, representando um monstro marinho. Na manhã seguinte, bem cedo, eu vi uma outra antiga paciente, que veio me visitar pela primeira vez depois de dez anos. Na noite anterior ela sonhara com um grande peixe. Alguns meses depois, ao empregar esta série em um trabalho maior, e tendo encerrado justamente a sua redação, eu me dirigi a um local à beira do lago, em frente à minha casa, onde já estivera diversas vezes, naquela mesma manhã. Desta vez encontrei um peixe morto, de mais ou menos um pé (30 cm) de comprimento, sobre a amurada do lago. Como ninguém pôde estar lá, não tenho ideia de como o peixe foi parar ali."

## Modalidades
Carl Jung defende que os fenômenos sincronísticos podem ser agrupados em três categorias:
1. Coincidência de um estado psíquico do observador com um acontecimento objetivo externo e simultâneo, que corresponde ao estado ou conteúdo psíquico (p. ex., o escaravelho), onde não há nenhuma evidência de uma conexão causal entre o estado psíquico e o acontecimento externo e onde, considerando-se a relativização psíquica do espaço e do tempo tal conexão é simplesmente inconcebível.
2. Coincidência de um estado psíquico com um acontecimento exterior correspondente (mais ou menos simultâneo), que tem lugar fora do campo de percepção do observador, ou seja, espacialmente distante, e só se pode verificar posteriormente.
3. Coincidência de um estado psíquico com um acontecimento futuro, portanto, distante no tempo e ainda não presente, e que só pode ser verificado também posteriormente.

Ademais, Jung acrescenta que "nos casos dois e três, os acontecimentos coincidentes ainda não estão presentes no campo de percepção do observador, mas foram antecipados no tempo, na medida em que só podem ser verificados posteriormente. Por este motivo, diz que semelhantes acontecimentos são "sincronísticos", o que não deve ser confundido com"sincrônicos"."